# سمرجیان
سمرجیان (زبان ارمنی: Սեմերջյան), یکی از نام‌های خانوادگی رایج در میان ارمنیان می‌باشد.
- هایک سمرجیان
- هوهانس سمرجیان با نام هنری ژان ژانسم